# Flagge Sachsen-Anhalts

Landesflagge Sachsen-Anhalts

Die Flagge Sachsen-Anhalts besteht aus einer schwarz-gelben Bikolore und trägt das Wappen Sachsen-Anhalts in der Mitte.

## Geschichte

Landesflagge 1992–2017

Die Provinz Sachsen-Anhalt verabschiedete 1947 eine Verfassung, worin in Artikel 3, Absatz 1 die Flagge des Landes als schwarz-gelbe Bikolore festgelegt wurde – ähnlich der Flagge Baden-Württembergs, die 1953 in der Verfassung festgelegt wurde. Im Juli 1952 wurde das Land im Rahmen der Verwaltungsreform in der DDR de facto aufgelöst. Die preußische Provinz Sachsen, zu der große Teile des heutigen Sachsen-Anhalts gehörten, nutzte ebenfalls eine Schwarz-Gelbe Bikolore. Die Farben entsprachen denen Kursachsens und wurden dem Schwarz und Gold geteilten Wappenschild entlehnt. Infolge der Annektierung großer Teile Sachsens nach 1815 (einschließlich des ehemaligen sächsischen Kurkreises) wurden die Farben von der neuen preußischen Provinz übernommen. Das Königreich bzw. der Freistaat Sachsen nutzen hingegen seit 1815 eine weiß-grüne Bikolore.
Zwischen 1990 und 1992 benutzte das Land Sachsen-Anhalt, um Verwechslungen mit der Baden-Württembergs auszuschließen, eine senkrechte, schwarz-gelbe Bikolore. Die am 16. Juli 1992 verkündete Verfassung des Landes Sachsen-Anhalt legt in Artikel 1, Absatz 2 fest:
„Die Landesfarben sind gelb und schwarz.“
Das Land Sachsen-Anhalt verwendete bis April 2017 zwei Flaggen, eine Landesflagge und eine Landesdienstflagge, wobei die Verwendung der Dienstflagge Einschränkungen unterlag. Wegen der Verwechslungsgefahr mit dem Bundesland Baden-Württemberg wurde die schwarz-gelbe Landesflagge ohne das Landeswappen per Landtagsbeschluss vom 5. April 2017 abgeschafft. Die aktuelle Landesflagge ist die bisherige Dienstflagge. Sie ist zur allgemeinen Benutzung freigegeben.
Die bis 2017 verwendete Landesflagge wurde durch das Hoheitszeichengesetz vom 2. Juni 1998 näher bestimmt. In Paragraph 2, Absatz 1 stand:
„Die Landesflagge besteht aus zwei Längsstreifen in den Landesfarben Gelb und Schwarz.“
Die Farben wurden dem Wappen entnommen. Die Verwendung der Landesflagge stand jedermann frei.
Die bis 2017 verwendete Landesdienstflagge wurde durch das Hoheitszeichengesetz vom 2. Juni 1998 beschrieben. Paragraph 2, Absatz 2 sagte aus:
„Die Landesdienstflagge zeigt zusätzlich [zur Landesflagge] das Landeswappen.“
Die Verwendung der Landesdienstflagge war bis April 2017 ausschließlich den dazu berechtigten Stellen vorbehalten. Die unbefugte Benutzung der Landesdienstflagge stellte eine Ordnungswidrigkeit dar (Paragraph 124 im Gesetz über Ordnungswidrigkeiten vom 24. Mai 1968). Seither unterliegt die private Benutzung der Flagge keinen Beschränkungen mehr.
Die aktuelle Landesflagge wird durch § 3 des Hoheitszeichengesetzes vom 27. April 2017 bestimmt: „Die Landesflagge besteht aus zwei gleich breiten Querstreifen in den Landesfarben gelb und schwarz und trägt in der Mitte das Landeswappen. Das Verhältnis der Höhe zur Länge des Fahnentuchs ist wie drei zu fünf. Die Landesflagge kann von jedermann verwendet werden.“
Die Beflaggung öffentlicher Gebäude in Sachsen-Anhalt ist durch die Vorschrift Beflaggung der Dienstgebäude vom 12. Dezember 2007 geregelt. 